# Tetsuya Okayama
Tetsuya Okayama (岡山 哲也, Okayama Tetsuya) est un footballeur japonais né le 27 août 1973.

## Palmarès
- Finaliste de Coupe d'Asie des vainqueurs de Coupes en 1997 avec le Nagoya Grampus Eight
- Vainqueur de la Coupe du Japon en 1995 et 1999 avec le Nagoya Grampus Eight
- Vainqueur de la Supercoupe du Japon en 1996 avec le Nagoya Grampus Eight